# Partido de Baviera
El Partido de Baviera (en alemán: Bayernpartei, abreviado BP) es un partido independentista de Baviera fundado en 1946. Aunque en sus orígenes llegó a cosechar buenos resultados electorales, en la actualidad es una formación política minoritaria en el ámbito político bávaro. Desde las elecciones bávaras de 1966 el partido quedó fuera del Parlamento Regional Bávaro. Según su propia definición, el Bayernpartei se considera un partido con un programa político conservador y ultra-federalista.

## Comicios

### Elecciones de Baviera
Las primeras elecciones de Baviera a las que se presentó fueron las elecciones de 1950. En esa ocasión fue la tercera fuerza política, con el 17 % de los votos. Hasta las elecciones de 1978 bajó, y desde entonces se mantuvo alrededor del 1 % de los votos. Sin embargo, en las elecciones de Baviera de 2013 aumentó considerablemente su votación, obteniendo el 2,1 %, su mejor resultado desde 1966.
Estuvo presente en el Parlamento bávaro entre 1950 y 1966.
| Año  | # de votos directos | # de votos de lista | % de votos de lista | # de escaños obtenidos | +/– | Gobierno                        |
| ---- | ------------------- | ------------------- | ------------------- | ---------------------- | --- | ------------------------------- |
| 1950 | 862.123 (#3)        | 795.590 (#3)        | 17,9                | 39/204                 |     | Oposición                       |
| 1954 | 664.319 (#3)        | 622.618 (#3)        | 13,2                | 28/204                 | 11  | Coalición con SPD, GB/BHE y FDP |
| 1958 | 392.017 (#4)        | 350.407 (#4)        | 8,1                 | 14/204                 | 14  | Oposición                       |
| 1962 | 245.286 (#4)        | 224.591 (#4)        | 4,8                 | 8/204                  | 6   | Oposición                       |
| 1966 | 189.399 (#5)        | 171.773 (#5)        | 3,4                 | 0/204                  | 8   | Extraparlamentario              |
| 1970 | 79.675 (#5)         | 67.706 (#5)         | 1,3                 | 0/204                  |     | Extraparlamentario              |
| 1974 | 47.211 (#5)         | 40.224 (#5)         | 0,8                 | 0/204                  |     | Extraparlamentario              |
| 1978 | 24.847 (#6)         | 25.157 (#6)         | 0,4                 | 0/204                  |     | Extraparlamentario              |
| 1982 | 35.400 (#6)         | 30.484 (#6)         | 0,5                 | 0/204                  |     | Extraparlamentario              |
| 1986 | 41.570 (#6)         | 71.807 (#7)         | 0,6                 | 0/204                  |     | Extraparlamentario              |
| 1990 | 53.459 (#7)         | 40.251 (#7)         | 0,8                 | 0/204                  |     | Extraparlamentario              |
| 1994 | 68.802 (#7)         | 51.070 (#7)         | 1,0                 | 0/204                  |     | Extraparlamentario              |
| 1998 | 47.936 (#8)         | 40.644 (#8)         | 0,7                 | 0/204                  |     | Extraparlamentario              |
| 2003 | 44.572 (#8)         | 32.818 (#8)         | 0,7                 | 0/180                  |     | Extraparlamentario              |
| 2008 | 60.815 (#10)        | 55.649 (#10)        | 1,1                 | 0/187                  |     | Extraparlamentario              |
| 2013 | 137.323 (#7)        | 110.177 (#9)        | 2,1                 | 0/180                  |     | Extraparlamentario              |
| 2018 | 122.266 (#9)        | 109.465 (#9)        | 1,7                 | 0/205                  |     | Extraparlamentario              |
| 2023 | 72.325 (#9)         | 57.155 (#10)        | 0,9                 | 0/203                  |     | Extraparlamentario              |

### Elecciones federales
El Partido de Baviera obtuvo 17 escaños en las elecciones federales de 1949, obteniendo un 4,2 % del total. En aquellos comicios obtuvo 986.478 votos (4,2 %) a nivel nacional, que de hecho suponían más del 20 % de los votos en Baviera. Sin embargo, perdió toda su representación en 1953 y desde entonces nunca ha vuelto a obtener representación en el Bundestag.